# Orden Alfons X. des Weisen

Orden Alfons X. des Weisen

Der Orden Alfons X. des Weisen wurde per Dekret am 11. April 1939 durch den spanischen Staatschef Francisco Franco als Ersatz für den Orden Alfons’ XII. gestiftet und ist zur Belohnung von hervorragenden Verdiensten auf dem Gebiet der Forschung, der Literatur und Kunst sowie des Unterrichtswesens vorgesehen. Die Auszeichnung kann sowohl an In- wie Ausländer zur Verleihung kommen.

## Ordensklassen
Der Orden besteht aus drei Klassen, wobei die I. und II. Klasse jeweils in zwei Stufen geteilt ist, sowie einer angeschlossenen Medaille
- I. Klasse
  - Collane
  - Großkreuz
- II. Klasse
  - Großoffizier
  - Kommandeur
- III. Klasse
  - Ritter
- Medaille Alfons X.

| Ordensdekoration |                        |            |        |          |
|                  |                        |            |        |          |
| Collane          | Großkreuz Großoffizier | Commandeur | Ritter | Medaille |

| Bandschnalle |                |
| I. Klasse    | II/III. Klasse |

## Ordensdekoration
Das Ordenszeichen ist ein goldenes rot emailliertes Lilienkreuz mit durchbrochenen Kreuzarmen. Im blau emaillierten Medaillon, dass von einem weiß emaillierten Reif mit der Inschrift ALFONSO X EL SABIO REY DE CASTILLA Y DE LÉON (Alfons X. der Weise, König von Kastilien und Léon) umschlossen ist, ist König Alfons X. mit einem Falken in der rechten sowie dem Reichsapfel in der linken Hand zu sehen. Im Revers ein purpurfarbener Adler mit ausgebreiteten Schwingen, dessen Fänge auf einem blauen Globus ruhen.

## Trageweise
Die Collane besteht aus elf schwarz emaillierten Adlern mit ausgebreiteten Flügeln sowie abwechselnd sechs  A  (Alfons) und sechs römischen Ziffern  X . Das Großkreuz wird an einer Schärpe von der rechten zur linken Schulter sowie mit einem dem Ordenszeichen entsprechenden Bruststern getragen. Großoffizier und Kommandeur dekorierten die Auszeichnung um den Hals, Großoffiziere zusätzlich mit einem Bruststern. Das Ritterkreuz sowie die Medaille wird am Band mit einer Trageschnalle auf der linken Brustseite getragen.
Das Ordensband ist rot.